# スチゾロビン酸シンターゼ
スチゾロビン酸シンターゼ（stizolobate synthase）は、チロシン代謝酵素の一つで、次の化学反応を触媒する酸化還元酵素である。
レボドパ + O2 {\displaystyle \rightleftharpoons } 4-(L-アラニン-3-イル)-2-ヒドロキシ-cis,cis-ムコン酸-6-セミアルデヒド
反応式の通り、この酵素の基質はレボドパとO2、生成物は4-(L-アラニン-3-イル)-2-ヒドロキシ-cis,cis-ムコン酸-6-セミアルデヒドである。補因子として亜鉛を用いる。
組織名は3,4-dihydroxy-L-phenylalanine:oxygen 4,5-oxidoreductase (recyclizing)である。